# Michael Smith (baloncestista de 1965)
Michael "Mike" John Smith (Rochester, Nueva York, 19 de mayo de 1965) es un exbaloncestista estadounidense que jugó durante tres temporadas en la NBA, además de jugar en la CBA, la Liga ACB y la liga italiana. Con 2,08 metros de altura, lo hacía en la posición de ala-pívot. En la actualidad es comentarista de televisión de los partidos de los Clippers.

## Trayectoria deportiva

### Universidad
Jugó durante cuatro temporadas con los Cougars de la Universidad Brigham Young, con un paréntesis de dos años en los cuales se fue de misiones mormonas, en las que promedió 19,0 puntos y 7,6 rebotes por partido. Lideró la Western Athletic Conference en anotación en tres ocasiones, y fue elegido en sus dos últimas temporadas como mejor jugador de la conferencia. Acabó su carrera como líder histórico de los Cougars en varias categorías, entre ellas rebotes y porcentaje de tiros libres, y como segundo máximo anotador, tras Danny Ainge.

### Profesional
Fue elegido en la decimotercera posición del Draft de la NBA de 1989 por Boston Celtics, donde jugó dos temporadas como suplente de Kevin McHale. Su mejor campaña fue la primera, en la que promedió 5,0 puntos y 1,5 rebotes por partido. En 1991, tras ser cortado por los Celtics, se va a jugar a la liga italiana con el Basket Brescia, promediando 22,5 puntos y 7,2 rebotes por partido.
Regresa al año siguiente a su país, para jugar una temporada en la CBA, en tres equipos diferentes, regresando a Europa en 1993 para fichar por el Pamesa Valencia, equipo en el que logró meter 50 puntos en un partido. Al año siguiente su destino serie el Estudiantes, siendo llamado por Los Angeles Clippers a mitad de la temporada 1994-95 para un contrato de diez días, que finalmente se prolongaría al resto de la temporada. Volvió a la liga ACB al año siguiente, jugando una temporada con el Gijón Baloncesto, tras la cual se retiraría definitivamente.

## Estadísticas de su carrera en la NBA

### Temporada regular
| Temporada | Edad | Equipo               | Liga | P   | TIT | MIN  | TC  | TCA | %TC  | 3P  | 3PA | %3P  | TL  | TLA | %TL  | R.OF. | R.DEF. | REB | ASIS | ROB | TAP | PER | FP  | PTS |
| 1989-90   | 24   | Boston Celtics       | NBA  | 65  | 7   | 9.5  | 2.1 | 4.4 | .476 | 0.0 | 0.4 | .071 | 0.8 | 1.0 | .828 | 0.6   | 0.9    | 1.5 | 1.2  | 0.1 | 0.0 | 0.8 | 0.8 | 5.0 |
| 1990-91   | 25   | Boston Celtics       | NBA  | 47  | 3   | 8.3  | 2.0 | 4.3 | .475 | 0.1 | 0.5 | .250 | 0.5 | 0.6 | .815 | 0.4   | 0.7    | 1.2 | 0.9  | 0.1 | 0.0 | 0.8 | 0.6 | 4.6 |
| 1994-95   | 29   | Los Angeles Clippers | NBA  | 29  | 0   | 11.0 | 2.2 | 4.6 | .470 | 0.0 | 0.3 | .125 | 0.9 | 1.0 | .867 | 0.4   | 1.5    | 1.9 | 0.7  | 0.2 | 0.1 | 0.6 | 1.4 | 5.3 |
| Total     |      |                      | NBA  | 141 | 10  | 9.4  | 2.1 | 4.4 | .474 | 0.1 | 0.4 | .150 | 0.7 | 0.9 | .835 | 0.5   | 1.0    | 1.5 | 1.0  | 0.1 | 0.0 | 0.8 | 0.8 | 5.0 |

### Playoffs
| Temporada | Edad | Equipo         | Liga | P | MIN | TCA | TC | 3PA | 3P | TLA | TL | R.OF. | REB | ASIS | ROB | TAP | PER | FP | PTS | %TC  | %3P  | %FT   | MIN | PTS | REB | AST |
| 1989-90   | 24   | Boston Celtics | NBA  | 4 | 16  | 5   | 8  | 0   | 2  | 7   | 7  | 0     | 0   | 0    | 1   | 0   | 1   | 1  | 17  | .625 | .000 | 1.000 | 4.0 | 4.3 | 0.0 | 0.0 |
| 1990-91   | 25   | Boston Celtics | NBA  | 2 | 6   | 1   | 2  | 0   | 1  | 0   | 0  | 0     | 0   | 1    | 0   | 0   | 0   | 2  | 2   | .500 | .000 |       | 3.0 | 1.0 | 0.0 | 0.5 |
| Total     |      |                | NBA  | 6 | 22  | 6   | 10 | 0   | 3  | 7   | 7  | 0     | 0   | 1    | 1   | 0   | 1   | 3  | 19  | .600 | .000 | 1.000 | 3.7 | 3.2 | 0.0 | 0.2 |